# Xylota dolini
Xylota dolini är en tvåvingeart som först beskrevs av Kassebeer 2000.  Xylota dolini ingår i släktet vedblomflugor, och familjen blomflugor.
Artens utbredningsområde är Azerbajdzjan. Inga underarter finns listade i Catalogue of Life.